# Twierdzenie Katětova-Tonga
Twierdzenie Katětova-Tonga – twierdzenie dotyczące funkcji półciągłych, udowodnione w latach 50. XX wieku niezależnie przez Miroslava Katětova i Hinga Tonga.

## Twierdzenie
Niech {\displaystyle X} będzie przestrzenią normalną oraz {\displaystyle g,h\colon X\to \mathbb {R} } będą takimi funkcjami, że {\displaystyle g} jest półciągła z góry, {\displaystyle h} jest półciągła z dołu oraz {\displaystyle g(x)\leqslant h(x)} dla każdego {\displaystyle x\in X.} Istnieje wówczas taka funkcja ciągła
{\displaystyle f\colon X\to \mathbb {R} ,}
że dla każdego {\displaystyle x\in X} zachodzi nierówność
{\displaystyle g(x)\leqslant f(x)\leqslant h(x).}
Przy pomocy twierdzenia Katětova-Tonga można udowodnić twierdzenie Tietzego-Urysohna i lemat Urysohna.